# Sanda, Västergarn och Mästerby församling
Sanda, Västergarn och Mästerby församling är en församling i Klinte pastorat i Medeltredingens kontrakt i Visby stift i Svenska kyrkan. Församlingen ligger i Gotlands kommun i Gotlands län.

## Administrativ historik
Församlingen bildades 2012 genom sammanslagning av Sanda församling, Västergarns församling och Mästerby församling.

## Kyrkor
- Mästerby kyrka
- Sanda kyrka
- Västergarns kyrka